# Краснооктябрське міське поселення (Медведевський район)
Краснооктя́брське міське поселення (рос. Краснооктябрьское городское поселение) — муніципальне утворення у складі Медведевського району Марій Ел, Росія. Адміністративний центр та єдиний населений пункт — селище міського типу Краснооктябрський.

## Населення
Населення — 4319 осіб (2019, 4559 у 2010, 4307 у 2002).